# Azaleina
Azaleina – organiczny związek chemiczny należący do grupy flawonoli, będących podgrupą flawonoidów. Azaleina jest 3-O-α-L-ramnozydem azaleatyny.

## Występowanie
Azalina może zostać znaleziona w kwiatach roślin z rodzaju Plumbago oraz w kwiatach różaneczników.